# Чернов, Лука Семёнович
Лука́ Семёнович Черно́в (12 октября 1903, Изамбаево, Казанская губерния — 11 мая 1942) — народный комиссар внутренней торговли Чувашской АССР (1934—1937). Брат Е. С. Чернова.

## Биография
Родился в чувашской семье.
В 1920—1921 годы работал делопроизводителем Козьмодемьянского райпродкома Марийской автономной области, учителем Орба-Павловской начальной школы в Ядринском уезде. В 1921—1922 — политрук 96-й военной продовольственной дружины, действовавшей в Нижегородской и Новониколаевской губерниях.
В 1922—1924 годы — инструктор-ревизор Ядринского уездного исполкома, заведующий отделом в уездном комитете комсомола; в 1923 году окончил один курс естественного факультета Коммунистического университета трудящихся (Москва). В 1924—1926 — политрук роты в Восточной Бухаре, в крепости Кушка.
В 1927—1929 годы — член правления — сопредседатель, председатель Чувашского обкома профсоюза советских и торговых служащих. В 1929—1933 — заместитель председателя, председатель правления Чувашпайторга, управляющий Чувашснабсбытом. В 1933—1934 — ответственный секретарь Красночетайского райкома ВКП(б).
С сентября 1934 по сентябрь 1937 — народный комиссар внутренней торговли Чувашской АССР. С сентября 1937 по май 1938 исполнял обязанности председателя правления Чувашского республиканского союза потребительских обществ (Чувашпотребсоюз).
Арестован 23 мая 1938 года. Особым совещанием при НКВД СССР по ст. 58 п.7 УК РСФСР (участие в антисоветской буржуазно-националистической организации, ведение антисоветской борьбы) 16 сентября 1941 года приговорён к 5 годам заключения в ИТЛ, считая срок с 23.5.1938. Умер в заключении 11 мая 1942 года.
Реабилитирован Президиумом Верховного суда Чувашской АССР 25 апреля 1956 года: дело прекращено «за отсутствием … состава преступления».

## Адреса
- Чебоксары, ул. Дзержинского, д. 22, кв. 8[3].

## Комментарии
1. ↑  Ныне — в Ядринском районе Чувашии, Россия.